# 테이트 리브스
테이트 리브스(Jonathon Tate Reeves, 1974년 6월 5일 ~ )은 미국의 정치인으로 제65대 미시시피주 주지사이다.

## 학력
- 밀샙스 칼리지 경제학

## 경력
- 2004.01 ~ 2012.01 제53대 미시시피주 재무장관
- 2012.01 ~ 2020.01 제32대 미시시피주 부지사
- 2020.01 ~ 2028.01 제65대 미시시피주 주지사

## 역대 선거 결과
| 선거명      | 직책명            | 대수 | 정당   | 득표율 | 득표수    | 결과 | 당락                     |
| ----------- | ----------------- | ---- | ------ | ------ | --------- | ---- | ------------------------ |
| 2003년 선거 | 미시시피 재무장관 | 53대 | 공화당 | 51.80% | 447,860표 | 1위  | 미시시피주 재무장관 당선 |
| 2007년 선거 | 미시시피 재무장관 | 53대 | 공화당 | 60.54% | 436,833표 | 1위  | 미시시피주 재무장관 당선 |
| 2011년 선거 | 미시시피 부지사   | 32대 | 공화당 | 80.31% | 642,826표 | 1위  | 미시시피 부지사 당선     |
| 2015년 선거 | 미시시피 부지사   | 32대 | 공화당 | 60.45% | 429,990표 | 1위  | 미시시피 부지사 당선     |
| 2019년 선거 | 미시시피 주지사   | 65대 | 공화당 | 51.91% | 459,396표 | 1위  | 미시시피 주지사 당선     |
| 2023년 선거 | 미시시피 주지사   | 65대 | 공화당 | 50.94% | 418,233표 | 1위  | 미시시피 주지사 당선     |